# Onthophagus vladimiri
Onthophagus vladimiri là một loài bọ cánh cứng trong họ Bọ hung (Scarabaeidae).